# Puta (Noruega)
Puta es un pequeño islote noruego situado en las proximidades de la costa de Bødalen y Slemmestad, dentro del municipio de Asker, en la provincia de Viken. Su ubicación es cercana a la isla de Dyna, en el fiordo de Oslo.

## Toponimia
El nombre "Puta" ha suscitado interés debido a su semejanza con un término del idioma español. No obstante, el topónimo noruego no guarda relación con este significado. Es más probable que su origen se encuentre en vocablos antiguos noruegos que describen la geografía del lugar o hacen referencia a algún acontecimiento histórico local.

## Características
- Vegetación: Principalmente vegetación baja, posiblemente arbustos pequeños y hierbas resistentes al ambiente marino.
- Geología: Predominantemente rocoso, con afloramientos visibles.
- Tamaño: Pequeño, como se aprecia en la imagen, aunque no se dispone de una cifra exacta de su superficie.
- Costa: Irregular, con zonas rocosas y pequeñas calas o salientes.

### Entorno
- Fiordo de Oslo: Parte de un sistema de fiordos más amplio, conocido por sus aguas relativamente tranquilas y sus numerosas islas e islotes.
- Cercanía a la costa: Ubicado cerca de áreas pobladas como Bødalen y Slemmestad, lo que facilita su observación desde tierra y el acceso en embarcaciones pequeñas.
- Paisaje circundante: Rodeado de otras islas, la costa boscosa de Noruega y la actividad marítima, incluyendo embarcaciones de recreo y ferris más grandes.

### Uso y Acceso
- Deshabitado: No hay indicios de población permanente.
- Posible uso recreativo: Dada su cercanía a la costa, podría ser visitado por navegantes o kayakistas para actividades de recreo, aunque no se disponga de información específica al respecto.
- Acceso marítimo: La principal forma de acceso es mediante embarcaciones pequeñas.